# Herminia lutalba
Herminia lutalba är en fjärilsart som beskrevs av Smith 1917. Herminia lutalba ingår i släktet Herminia och familjen nattflyn. Inga underarter finns listade i Catalogue of Life.